# 陈裕德
陈裕德（1939年4月23日—1996年5月3日），河南镇平人，中国大陆男演员。1986年和1990年分别获得第九届和第十三届大众电影百花奖最佳男配角。